# 発音リスペリング
発音リスペリング（はつおんリスペリング、英語: pronunciation respelling）は、標準的なスペルを有する単語と発音が一致しないときに発音を示す英語の正書法のこと。再綴り。発音リスペリングは英語辞書、英語学や人類学の研究書で時々見られ、研究者により複数の見解がある。
これは、発音スペリング（英語: pronunciation spelling）とは異なる。発音スペリングは、標準的なスペルを有しない単語を、発音に基づいてアドホックに綴りを当てたものである。その多くは当座の間に合わせのために作られるが（英語版）、going to の発音を表現した「gonna」など、いくつかは標準化されている。

## リスペリング
発音リスペリングは、たとえば外国語の発音を英語に引き写すとき、あるいはスペルが不規則であったり発音の推測が困難な単語の発音を、形式にとらわれずに示すため使用される。後者の場合、例えば強勢や音節を示そうと、以下の例のように書体を変えたり、約物を用いたり、大文字小文字を変えたりすることがある。
英語の例（1）では、ハイフンが音節の境目、大文字斜体が第1強勢、普通の大文字（DYE）が第2強勢、小文字（uh）は強勢が無いことを示す。
（1）"Diarrhoea"（下痢）
発音は DYE-uh-REE-uh。
正確な発音は国際音声記号（IPA）を用いると説明できるが、記号の意味を習得することが求められる。そこで発音リスペリングはIPAを直感的に代替する手段とはなるが、音素からアルファベットへのマッピング方法は読者と筆者が共有しているという前提に依拠する。
（2）Föhn（フェーン現象のこと）
（発音リスペリング） "Fern"。
ところが例（2）の説明は、/r/音を発音しない（non-rhotic）読者になら適切でも、それを発音する人（rhotic）には正しい説明にならない。

## 文学方言
発音リスペリングは、物語で方言や個人語を表現するために頻繁に使用され、また、発達障害や文盲の印象を与えるためにしばしば使用される。これは文学方言（literary dialect）または視覚方言（eye dialect）と呼ばれるが、特に後者の用法は、以下のようにその発音が標準的な発音と同じである場合にのみ適用される。
"Pleez, mistur," said the beggar.
（「Please, mister」が正規の綴り）

## その他の用法
ユーモラスな効果のために、意図的なスペルミスとして発音リスペリングを使用することがある。OKという言葉の由来は諸説あるが、最も一般的な説は、1830年代に"All Correct"（全て正しい）を発音リスペリングで"Oll Korrect"と書いた物から派生したという説である。
このようなスペリングは、ダイエット食品の"Lite"（本来の綴りは"Light"）などのブランディングにも使われている。